# 韦奥
韦奥（法語：Vého，法語發音：[veo]）是法国默尔特-摩泽尔省的一个市镇，属于吕内维尔区。

## 地理
韦奥（48°35'48"N, 6°42'39"E）面积7.74 平方千米，位于法国大東部大區默尔特-摩泽尔省，该省份为法国东北部内陆省份，是洛林的一部分，北邻比利时、卢森堡，北起顺时针与摩泽尔省、下莱茵省、孚日省和默兹省接壤。
与韦奥接壤的市镇（或旧市镇、城区）包括：栋热万、昂贝尔梅尼勒、拉讷沃维尔欧布瓦、兰特雷、马农维莱、雷永。

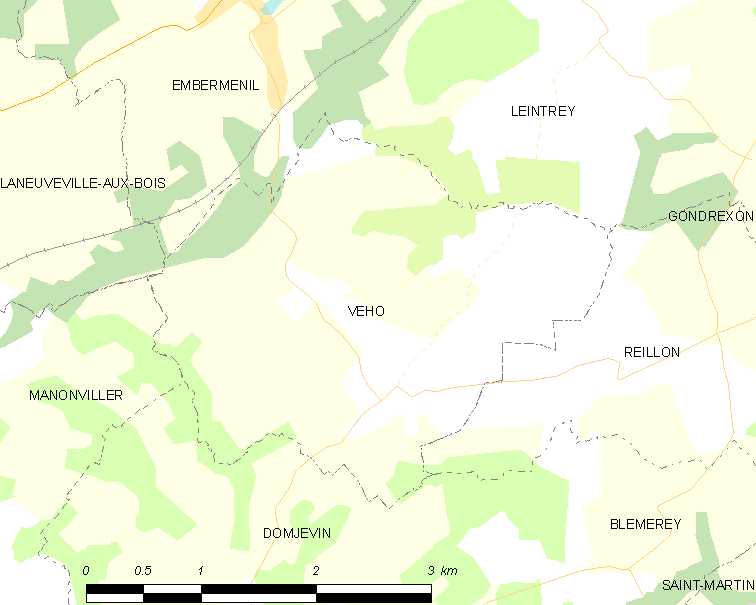
韦奥的OSM定位图

韦奥的时区为UTC+01:00、UTC+02:00（夏令时）。

## 行政
韦奥的邮政编码为54450，INSEE市镇编码为54556。

## 政治
韦奥所属的省级选区为巴卡拉县。

## 人口

1962-2008年间韦奥人口变化图示

韦奥于2022年1月1日时的人口数量为111人。